# Кумандинцы
Куманди́нцы (самоназвание къуманды, къубанды, къуўанды, къувандыг) — тюркский коренной народ, живущий в Алтайском крае, Республике Алтай и Кемеровской области России.

## История
До 2002 года кумандинцы были учтены в качестве отдельной народности лишь переписью 1926 года. Тогда на территории РСФСР их насчитывалось 6327 человек.
Все они кочевали на территории Сибирского края, в том числе 4948 — в Бийском округе, 1384 — в Ойратской автономной области (ныне Республика Алтай). В последующих переписях кумандинцы включались в состав алтайцев.
В 2000 году кумандинцы были отнесены к коренным малочисленным народам Российской Федерации (Постановление Правительства РФ № 255 от 24 марта 2000 г.), а позднее и к коренным малочисленным народам Севера, Сибири и Дальнего Востока РФ. Всероссийская перепись населения 2002 года, как и последующая 2010 года, учла их отдельной национальностью со своим языком.

## Генетика кумандинцев
Основная доля Y-хромосом в субпопуляциях кумандинцев относится к мутации R1b-M73 (49 %). Встречаются также Y-хромосомные гаплогруппы R1a, N1a2b и N1a1. Оригинальные (в пользу неметисированности этой выборки свидетельствует полное отсутствие безусловно доминирующих на Алтае гаплогрупп R1a и Q) кумандинцы - гаплогруппа N (xN1c1) (60%), плюс N1c1 (10%). Не очень понятно, откуда у метисированных кумандинцев взялась гаплогруппа R1b, так как кроме собственно кумандинцев её на Алтае ни у кого не обнаружено почти вообще ни в каком количестве. Возможно, эта разница на самом деле отражает не разницу между оригинальными и метисированными кумандинцами, а просто между разными группами оригинальных кумандинцев. Возможно даже, что R1b более автохтонны.
По аутосомным ДНК ближе к тубаларам и челканцам.
По данным изучения Y-хромосомных гаплогрупп, кумандинцы входят в западно-евразийский кластер.

## Сеоки(роды)
У кумандинцев (къуманды, къубанды) — алтына куманды, калар, караба, керсагал, кузен, куманды, найман (тайман), оре куманды, со (солу), табыска, оре табыска, тастар (суг тастар, таг тастар), тоон, тонгул, чедыбер, челей, чоот, шабат (алтына шабат, оре шабат);
П.И. Каралькин упоминает о двенадцати сеоках кумандинцев: атына-куманды, калар, оре-куманды, тастар, тон/тоон/тонар, тонгул, чаты, челей, четыбер, шабат/чебат, алтына-шабат, орешабат. Из этого перечня сеоки калар, тонгул, четыбер и шабат не признавались кумандинцами как исконные,так как вошли в их состав позднее.
Н.П. Дыренкова зафиксировала у кумандинцев десять родов-сеоков: алтына-куманды, калар, кузен, оре-куманды, тастар, тонгул, чедыбер, челей, чоты, шабат.
По Ф. А. Сатлаеву, в состав кумандинцев входили семнадцать следующих сеоков и их подразделений: алтына куманды/тюбюре куманды, калар, караба, керсагал, кузен, куманды, найман/тайман, оре куманды, со/солу, табыска (с подразделениями алтына табыска, оре табыска), тастар (с подразделениями суг тастар, таг тастар), тоон, тонгул, чедыбер, челей, чоот, шабат (с подразделениями алтына-шабат и оре-шабат).

## Численность и расселение

Расселение кумандинцев в СФО по городским и сельским поселениям в %, перепись 2010 г.

По данным переписи населения 2002 года численность кумандинцев составляла:
- в Алтайском крае (вдоль реки Бия: Бийский, Красногорский, Солтонский районы) — 1663 человека;
- в Республике Алтай (Турочакский район) — 931 человек;
- в Кемеровской области — 294 человека;
- в прочих регионах России — 226 человек.

Всего по России — 3114 человек.
Численность кумандинцев в населённых пунктах в 2002 году:
Алтайский край:
- город Бийск: 658 чел.;
- село Красногорское: 217 чел.;
- село Солтон: 136 чел.

Республика Алтай:
- город Горно-Алтайск: 438 чел.

По данным последней переписи 2010 года в России проживает 2 тысячи 892 кумандинца.

## Язык
Кумандинский язык относится к северно-алтайским языкам (тюркской группы алтайской языковой семьи) или является наречием (диалектом) северно-алтайского языка (кумандинско-челканского). Официально кумандинцы и кумандинский язык признаны отдельными народом и языком. Однако этнографы согласно новой классификации склоняются к отнесению их в состав алтайцев (северно-алтайцев) и северно-алтайского языка (как кумандинское наречие) соответственно.

## Общественная деятельность
В начале 1990-х годов кумандинцев признали самостоятельным этносом. Именно из-за этого начали появляться национальные территориальные общины в местах компактного проживания кумандинцев. Это Чилгай в Красногорском районе, Шатобальский национальный сельсовет в Солтонском районе. В Горно-Алтайске в 1999 году начала работу общественная организация «Возрождение кумандинского народа».
В городах Алтайского края были созданы общественные организации: «Исток» в Бийске и «Кардаш» в Барнауле. Но пока не сложилось единого центра, который смог бы объединить всех кумандинцев и отстаивать их интересы на разных уровнях.
Кумандинская интеллигенция, обеспокоенная угрозой исчезновения своего народа, предпринимает конкретные шаги по сохранению своей культуры. В августе 2007 года в Горно-Алтайске состоялась конференция «Культура и традиции коренных народов Северного Алтая», по итогам которой был издан сборник материалов.